# Yannick Bourseaux
Yannick Bourseaux, né le 18 février 1975 à Montluçon, est un triathlète handisport français champion de France, d'Europe et du monde dans la catégorie TR4/PT4. Avant l'accident qui a paralysé son bras, il faisait partie de l'équipe de triathlon longue distance française entre 1997 et 1999.

## Biographie
En 1995, Yannick Bourseaux remporte sa première médaille en prenant la deuxième place du championnat d’Europe juniors et en 1997, il intègre l’équipe de France du triathlon longue distance. En 2004, alors qu’il vient de participer aux championnats du monde au Portugal, il est victime d’un terrible accident de vélo lors d’un entrainement dans la descente du Col d’Izoard. En pleine vitesse, il manque un virage et chute lourdement en contrebas sur le toit d’une voiture. Son bras droit reste partiellement paralysé et cet événement tragique met un point d’arrêt définitif à sa carrière de triathlète dans le circuit traditionnel.
Neuf mois après son accident et pratiquant le ski nordique, il se fixe comme objectif de participer aux Jeux paralympiques d'hiver de 2006 à Turin. Alors qu’il n’a jamais touché une carabine de tir avant l’été 2005, il réussit à décrocher une 9e place lors de ces jeux en biathlon. Il participe ensuite aux championnats du monde de paratriathlon catégorie « TR4 », il gagne son premier titre de champion du monde, quatorze mois après son accident et remporte sept fois cette compétition. Cette pratique étant depuis 2010 une discipline paralympique et sélectionné en équipe de France, il prendra part aux premiers Jeux de cette spécialité à Rio de Janeiro au Brésil en 2016.

## Palmarès

### En triathlon
Le tableau présente les résultats les plus significatifs (podium) obtenus sur le circuit national de triathlon entre 2001 et 2005.
| Année | Paratriathlon                                | Pays   | Position          | Temps  |
| ----- | -------------------------------------------- | ------ | ----------------- | ------ |
| 2005  | Grand Prix de triathlon - Étape de Dunkerque | France | Médaille d'argent | Timing |
| 2001  | Grand Prix de triathlon - Étape de Beauvais  | France | Médaille d'argent | Timing |

### En paratriathlon
Le tableau présente les résultats les plus significatifs (podium) obtenus sur le circuit national et international de paratriathlon depuis 2005.
| Année | Paratriathlon                               | Pays             | Position           | Temps           |
| ----- | ------------------------------------------- | ---------------- | ------------------ | --------------- |
| 2017  | Championnat de France de paratriathlon PTS5 | France           | Médaille d'or      | 1 h 3 min 46 s  |
| 2016  | Championnats du monde de paratriathlon PT4  | Pays-Bas         | Médaille d'argent  | 1 h 0 min 3 s   |
| 2016  | Championnat d'Europe paratriathlon PT4      | Portugal         | Médaille de bronze | 1 h 2 min 55 s  |
| 2016  | Championnat de France paratriathlon PT4     | France           | Médaille d'or      | 54 min 10 s     |
| 2015  | Championnats du monde de paratriathlon PT4  | États-Unis       | Médaille de bronze | 1 h 0 min 37 s  |
| 2015  | Championnat d'Europe paratriathlon PT4      | Suisse           | Médaille de bronze | 58 min 55 s     |
| 2015  | Championnat de France paratriathlon PT4     | France           | Médaille d'or      | 1 h 0 min 45 s  |
| 2014  | Championnat d'Europe paratriathlon PT4      | Autriche         | Médaille d'argent  | 1 h 0 min 2 s   |
| 2014  | Championnat de France paratriathlon PT4     | France           | Médaille d'or      | 1 h 2 min 16 s  |
| 2013  | Championnats du monde de paratriathlon TR-4 | Royaume-Uni      | Médaille d'argent  | 1 h 6 min 15 s  |
| 2013  | Championnat d'Europe paratriathlon TR-4     | Turquie          | Médaille d'argent  | 1 h 2 min 9 s   |
| 2013  | Championnat de France paratriathlon TR-4    | France           | Médaille d'or      | 1 h 2 min 15 s  |
| 2012  | Championnats du monde de paratriathlonTR-4  | Nouvelle-Zélande | Médaille d'or      | 0 h 54 min 30 s |
| 2011  | Championnats du monde de paratriathlon TR-4 | Chili            | Médaille d'or      | 1 h 4 min 58 s  |
| 2006  | Championnats du monde de paratriathlon TR-4 | Suisse           | Médaille d'or      | 2 h 11 min 9 s  |
| 2006  | Championnats d'Europe de paratriathlon      | France           | Médaille d'or      | 2 h 25 min 38 s |
| 2005  | Championnat du monde paratriathlon TR-4     | États-Unis       | Médaille d'or      | 2 h 13 min 14 s |